# هیرومی هیراتا
هیرومی هیراتا (انگلیسی: Hiromi Hirata؛ زادهٔ ۱۹ فوریهٔ ۱۹۷۸) صداپیشه اهل ژاپن است.